# Doquz Khatun
Dōqūz Khātűn (traslitterata anche come Dokuz Khatun) (... – 16 giugno 1265) è stata una principessa mongola dei Kereiti, sposata con Hulagu Khan, fondatore dell'Ilkhanato.

## Biografia
Era una nipote del khan kereita Toghrul, tramite suo figlio Uyku o Abaqu. Fu data in moglie a Tolui dopo la morte di suo nonno. Dopo la sua morte nel 1232, fu fatta sposare con Hulagu, il suo figliastro nel matrimonio levirato. Era nota per accompagnare Hulagu nelle sue campagne. Durante l'assedio di Baghdad (1258), i mongoli massacrarono decine di migliaia di abitanti, ma grazie all'influenza di Doquz, i cristiani furono risparmiati.
Doquz Khatun era una cristiana appartenente alla Chiesa d'Oriente, ed è spesso citata come una grande benefattrice della fede cristiana. Quando inviati mongoli furono inviati in Europa, cercarono anche di sfruttare il cristianesimo di Doquz a proprio vantaggio, sostenendo che le principesse mongole come Doquz e sua zia Sorgagtani Beki erano figlie del leggendario Prete Gianni.
Era una sostenitrice del figliastro Abaqa e mantenne la sua posizione influente anche dopo la morte del marito. Ha assicurato la successione di Denha I al trono patriarcale della Chiesa d'Oriente. Morì il 16 giugno 1265, 4 mesi dopo rispetto a suo marito. Stephen Orbeliani affermò che fosse stata avvelenata da Shams al-Din Juvayni. 

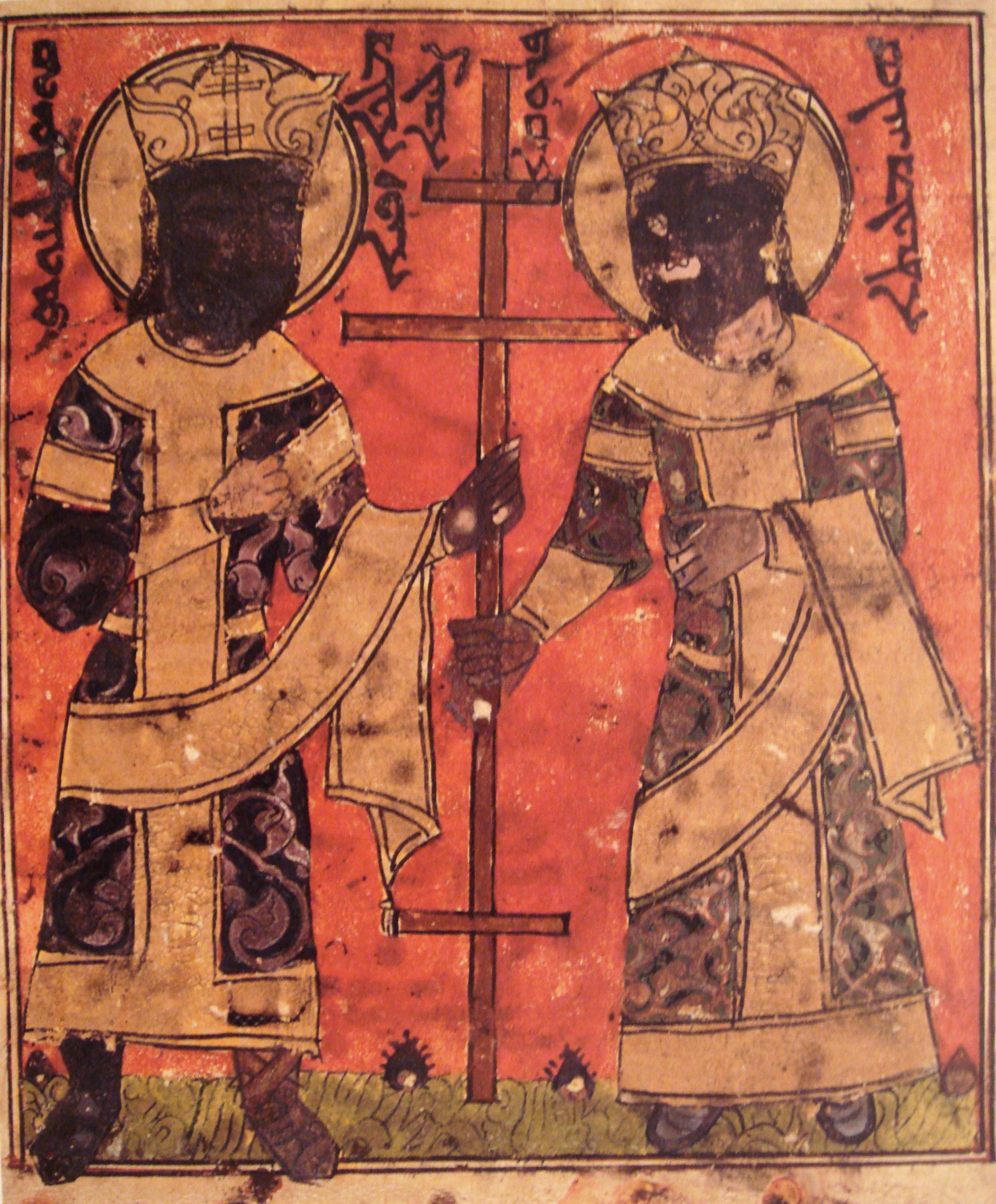
Hulagu e Doquz Khatun in una Bibbia siriaca